# Sœurs Trung
 (juillet 2010).

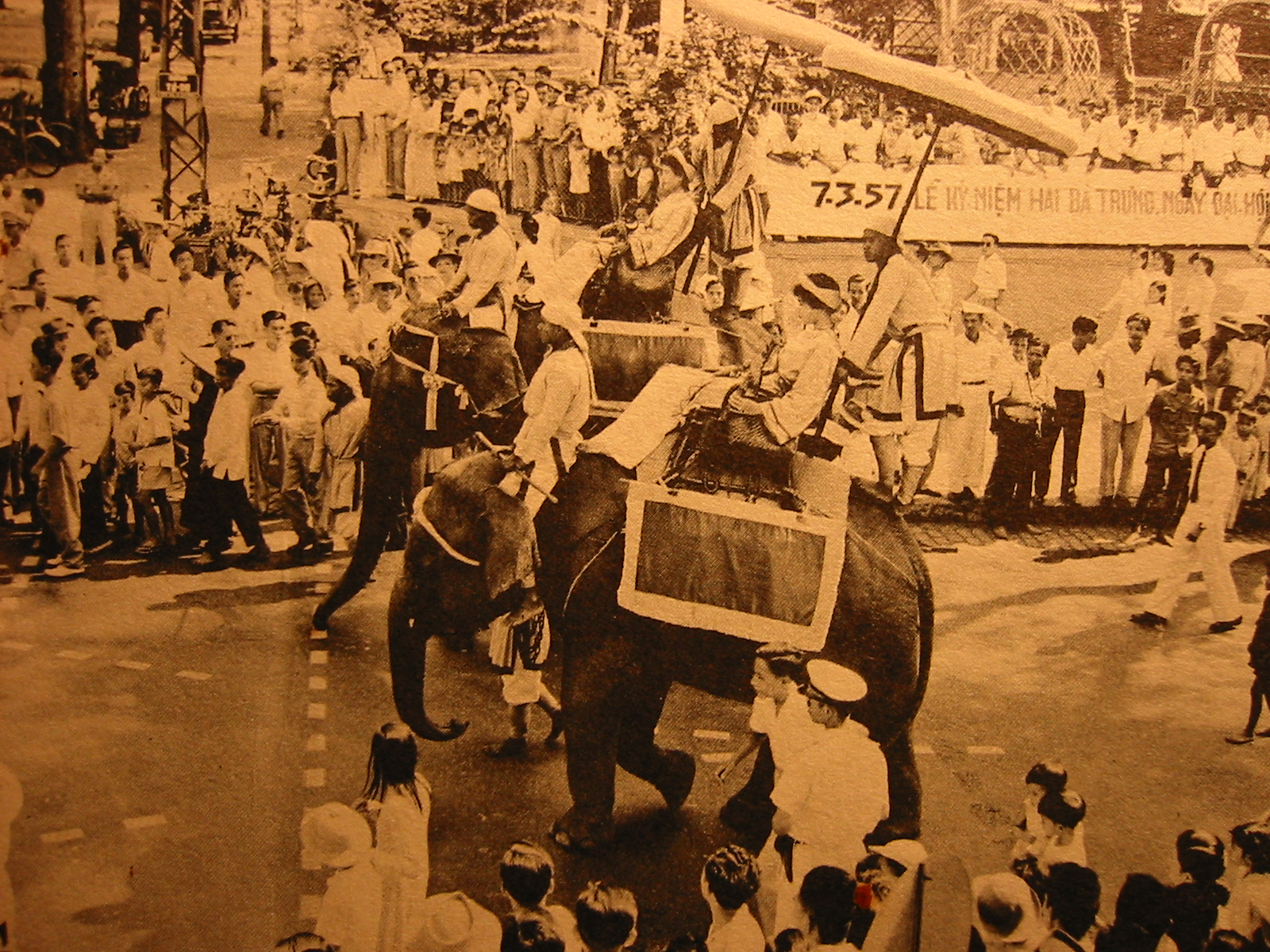
Défilé à Saïgon le 26 avril 1957 : les sœurs Trung figurées sur 2 éléphants.

Les  Sœurs Trung (12 - 43), connues en vietnamien sous le nom de Hai Bà Trưng (littéralement « les deux dames Trung »), et individuellement comme Trưng Trắc (徵側) et Trưng Nhị (徵貳), sont deux personnages historiques ayant repoussé victorieusement pendant trois ans les attaques chinoises au Viêt Nam. Elles sont aujourd'hui considérées comme des héroïnes nationales vietnamiennes.
Les deux sœurs sont nées au nord du Viêt Nam à une date inconnue et mortes toutes les deux en 43 apr. J.-C. .

## Enfance
Les sœurs Trung sont nées dans un village du nord du Viêt Nam au sein d’une famille de militaires. Leur père était préfet de Mê Linh (麊泠) et elles bénéficièrent dès leur plus jeune âge d’une formation aux arts martiaux et aux arts de la guerre.
À l’occasion d’une visite d’un autre préfet à Mê Linh, Trưng Trắc tombe amoureuse de son fils, Thi Sách, et l’épouse rapidement.

## Révolte
À l’époque, le joug chinois devient alors plus pressant, et Thi Sách, qui s’était opposé à leur politique d’assimilation, est exécuté par les Chinois. Sa mort révolte sa femme et déclenche un large mouvement d’insurrection.
En 39, Trưng Trắc et Trưng Nhị, après avoir repoussé hors de leur village une petite unité chinoise, réunissent une grande armée, formée principalement de femmes. En quelques mois, elles s’emparent de pas moins de 65 citadelles et libèrent le nord du Viêt Nam. Elles deviennent alors les reines régnantes du pays, et réussissent à repousser les attaques chinoises pendant deux ans.

## Défaite
Leur résistance est cependant assez brève, les Chinois mobilisant vite une puissante armée pour les écraser.
La légende affirme que sur ordre de leur astucieusement perfide général, les soldats chinois auraient enlevé le bas de leurs vêtements, de manière à exposer leurs parties intimes à la vue de leurs adversaires. En effet, le cœur de l'armée des sœurs Trung, leur troupe d'élite, était composée de femmes vietnamiennes à la fureur inspirée par leur patriotisme. Mais la vue de tous ces phallus et testicules ballotant sous leurs yeux était source de confusion et de gêne pudique pour ces femmes ou peut-être de crainte, en raison de la peur du double châtiment des femmes s'aventurant sur le champ de bataille (mort et viol ou esclavage et viol). Cela causa la déroute des Vietnamiennes, puis de toute l'armée.
Une autre légende affirme qu’une noble Vietnamienne, Phùng Thị Chính (en), donne naissance à un enfant en pleine bataille et continua à combattre en tenant son bébé dans un bras.
En tout cas, en dépit de nombreux faits héroïques, l’armée vietnamienne est rapidement battue, et les deux sœurs Trung se rendent vite compte qu’elles ne pourront pas renverser la situation. Pour ne pas tomber vivantes aux mains de leurs ennemis, elles se donnent la mort en se jetant dans le fleuve Hát en 43.
Après leur mort, certains soldats continuent à combattre héroïquement contre les envahisseurs chinois, et d’autres se donnent la mort, comme Phung Thi Chinh et son bébé.

## Impact
Les sœurs Trung sont révérées au Viêt Nam en tant qu'instigatrices du premier mouvement de résistance anti-chinois après 247 ans de domination. De nombreux temples leur sont dédiés et un jour de congé annuel est accordé en février pour commémorer leur disparition. Un district à Hanoï porte leur nom, tout comme de nombreuses rues et de nombreuses écoles à travers le pays.
L’histoire des sœurs Trưng, tout comme celle de Triệu Thị Trinh, est la preuve pour certains historiens de l’existence d’une société vietnamienne pré-chinoise fondée sur un pouvoir matriarcal.